# 6月30日
6月30日是6月的最後一天，也是陽曆年的第181天（閏年是182天），離一年的結束還有184天。

## 大事記

### 19世紀以前
- 1353年：元朝泰州張士誠率起義軍攻陷泰州及興化。
- 1398年：朱允炆即位，是為明朝建文帝。
- 1559年：在一次比武中，加布里埃爾·蒙哥馬利（英语：Gabriel de Lorges, Count of Montgomery）的騎槍碎片刺穿法國國王亨利二世的眼睛，使他受了致命傷。
- 1718年：清朝康熙帝任命翰林院檢討海寶、編修徐葆光為前往琉球國的正副冊封使，正式冊封尚敬為中山王。

### 19世紀
- 1840年：第一次鴉片戰爭：英軍艦隊北犯閩、浙沿海。
- 1852年：英國批准新西蘭自治領新憲法，條件是要求成立代議制政府。
- 1860年：發生關於進化論的「牛津大辯論」。
- 1876年：英商在上海擅自修築吳淞鐵路通車，這是外國人在中國建築和經營的第一條鐵路。
- 1876年：第一次巴爾幹戰爭：塞爾維亞向土耳其宣戰。
- 1880年：法國工人運動中第一個馬克思主義綱領《法國工人黨綱領》發表。
- 1894年：在歷經長達8年的興建，位在英國首都倫敦、橫跨泰晤士河的懸索橋倫敦塔橋正式啟用。

### 20世紀
- 1903年：蘇報案在上海發生，章炳麟、鄒容等6人被捕。
- 1905年：德國物理學家阿爾伯特·愛因斯坦發表《論動體的電動力學》，首次提出狹義相對論。
- 1906年：美國頒布確保食品和藥品純潔性法案。
- 1908年：俄罗斯西伯利亚石泉通古斯河附近发生通古斯大爆炸，2150多平方公里的森林焚毁倾倒。
- 1914年：袁世凱廢各省都督，在北京建立將軍府，設立將軍名號。
- 1915年：義大利向奧地利陣地開始全線進攻。
- 1916年：俄國進攻奧地利。
- 1924年：中國國民黨公佈青天白日滿地紅旗為新中華民國國旗。
- 1928年：香港第一個電台誕生，台號為GOW。
- 1930年：英國承認伊拉克獨立。
- 1930年：法國把最後一批軍隊撤出德國的萊茵蘭。
- 1932年：中國國民黨中央宣傳部對上海各影片公司發出了禁拍抗日影片的「通令」[1]。
- 1932年：中共中央革命軍事委員會發佈了由軍委代主席項英簽署的《關於決定八一為中國工農紅軍成立紀念日》的命令。
- 1934年：阿道夫·希特勒派遣德国纳粹党亲卫队打击恩斯特·罗姆等冲锋队成员，造成至少85人死亡。
- 1936年：中國工農紅軍紅二、六軍團與紅四方面軍在甘孜縣會師。
- 1936年：美國作家瑪格麗特·米切爾創作的小說《飄》出版。
- 1945年：在日本秋田縣花岡礦山的中國苦工900餘人，因不堪忍受虐待起而反抗，遭日本當局鎮壓，560人被殺害。史稱花岡慘案。
- 1947年：國共內戰：劉鄧野戰軍挺進中原，舉行魯西南戰役，揭開解放軍戰略反攻序幕。
- 1947年：蔣中正提出三青團與國民黨合併[2]。
- 1947年：林彪猛攻四平受挫於陳明仁，東北民主聯軍損失慘重。
- 1949年：毛澤東為中共成立28週年發表《論人民民主專政》。
- 1950年：美國總統杜魯門下令美國陸軍參加朝鮮戰爭。
- 1950年：中國中央人民政府頒布《中華人民共和國土地改革法》。
- 1952年：中國結束三反五反運動。
- 1954年：法國和中國在瑞士的伯爾尼會議上就政治解決印度支那問題的基本條件達成協議。
- 1958年：蘇聯幫助中國建成第一座實驗性重水型原子反應堆並正式運轉。
- 1960年：比屬剛果從殖民統治中獨立，開始一段不穩定的時期，導致蒙博托·塞塞·塞科的獨裁統治。
- 1963年：教宗保祿六世當選教宗。
- 1965年：印度和巴基斯坦簽署停火協議。
- 1967年：《關稅及貿易總協定》簽訂。
- 1969年：美國宣佈柬埔寨境內作戰活動結束，並保證美國今後僅對越南作戰活動提供空中支援。
- 1971年：苏联联盟11号载人宇宙飞船在返回大气层时发生密封舱泄漏而减压失败事故，3名宇航员因而身亡，这也是人类第一起死于太空的案例。
- 1971年：俄亥俄州成為美國第38州批准了美國憲法第26條修正案：降低投票年齡至18歲。
- 1972年：為了讓世界協調時間與太陽日實際情況相符，國際時間局第一次引入閏秒調整系統。
- 1973年：人類歷史上單次日全食觀測時間最長紀錄，藉助協和式超音速客機從空中完成，飛機上全食共持續74分鐘。
- 1975年：蘇聯一艘破冰船「阿克的卡」號首次穿越北冰洋獲得成功[3]。
- 1978年：威利·麥科維成為第12位500全壘打俱樂部的一員。
- 1980年：冰島共和國總統大選中維格迪絲·芬博阿多蒂爾勝出，成為世界上第一個民選女總統。
- 1980年：中國國務院在北京召開開發海南島問題座談會，準備加速開發海南島。
- 1985年：環球航空847號航班劫機事件（英语：TWA Flight 847）結束，恐怖分子釋放全部人質。
- 1985年：瑞安·懷特因治療血友病而患上愛滋病，被學校拒絕重新入學，是美國愛滋病疫情的典型代表。
- 1986年：中葡關於澳門問題的首輪會談在北京釣魚台國賓館舉行。
- 1987年：中共中央紀律檢查委員會發出《關於堅決查處共產黨員索賄問題的決定》。
- 1993年：香港Beyond樂隊主唱黃家駒在日本富士電視台錄影節目時意外墜地昏迷六日後身亡。
- 1997年：英國對香港統治的最後一天，主權移交儀式於同日晚上11時半開始。
- 1998年：埃斯特拉達出任菲律賓總統。

### 21世紀
- 2001年：香港警務處偵緝訓練學校解散及改組，改革為香港警察學院偵輯訓練科。
- 2001年：號稱臺灣第一家合法直播衛星電視業者的太平洋衛視結束營業。
- 2002年：巴西在決賽中以2比0擊敗德國贏得第十七屆世界盃足球賽冠軍，亦是巴西第五度奪得世界盃冠軍。
- 2008年：無線電視J2正式啟播。
- 2011年：京滬高速鐵路正式開通運營、青島膠州灣大橋和青島膠州灣隧道正式通車。
- 2012年：香港電台正式在慈雲山發射站進行數碼地面電視訊號測試，高清頻道編號為31、標清頻道1編號為32、標清頻道2編號為33。
- 2012年：受熱帶風暴杜蘇芮影響，香港天文台於6月29日23:05至30日08:45曾發出八號東北、東南烈風或暴風信號、三號強風信號、雷暴警告和一號戒備信號。
- 2015年：印尼空軍一架軍用運輸機在棉蘭一個住宅區附近墜毀，造成139人死亡。
- 2019年：美國總統唐納德·特朗普和朝鮮最高領導人金正恩在朝韓非軍事區舉行第三次首腦會晤，這是美國現任總統首次踏入朝鮮領土。
- 2020年：《香港國安法》由人大常委會通過。

## 出生
- 1470年：查理八世，法蘭西國王（1498年逝世）
- 1720年：愛新覺羅福宜，清朝雍正帝的兒子（實際上的第七子，但因早殤而未序齒）（1721年逝世）
- 1817年：約瑟夫·道爾頓·胡克，英國植物學家（1911年逝世）
- 1835年：豐原國周，日本浮世繪畫家（1900年逝世）
- 1859年：內森·科布，美國生物學家（1932年逝世）
- 1873年：弗里德里希·卡爾·喬治·費德，德國植物學家（1942年逝世）
- 1886年：楊慕琦，英國官員，第21任香港總督（1974年逝世）
- 1892年：奧斯瓦爾德·波爾，納粹德國黨衛隊軍官（1974年逝世）
- 1893年：哈羅德·拉斯基，英國政治理論家、經濟學家（1950年逝世）
- 1909年：胡安·博什，多明尼加政治人物、歷史學家、文學家，前任多明尼加總統（2001年逝世）
- 1911年：切斯瓦夫·米沃什，波蘭作家、詩人，1980年諾貝爾文學獎得主（2004年逝世）
- 1923年：詹姆斯·杜賓，英國統計學家（2012年逝世）
- 1926年：保羅·伯格，美國生物化學家，1980年諾貝爾化學獎得主（2023年逝世）
- 1929年：楊鐵樑，香港法律界人士（2023年逝世）
- 1936年：阿西亞·德耶巴，阿爾及利亞小說家、翻譯家和電影製片人（2015年逝世）
- 1942年：羅伯·巴拉德，美國退役海軍軍官
- 1949年：楊瑞輝，華裔紐西蘭經濟學家（2022年逝世）
- 1951年：波希瓦·圖伊奧內托阿，湯加會計師、政治人物，第14任東加總理（2023年逝世）
- 1952年：艾倫·布魯克，北愛爾蘭貴族，第三代布魯克伯勒子爵
- 1953年：林鳳嬌，台灣電影演員
- 1954年：謝爾日·薩爾基相，亞美尼亞政治人物，前任亞美尼亞總統
- 1955年：徐耀昌，臺灣政治人物，前任苗栗縣縣長
- 1955年：埃吉尔斯·莱维茨，拉脫維亞律師、政治人物，第10任拉脫維亞總統
- 1958年：林杰樑，台灣醫師、教授、毒物學權威（2013年逝世）
- 1958年：瑪麗·芙瑞德克森，瑞典女歌手（2019年逝世）
- 1959年：文森·唐諾佛利歐，美國男演員、導演、製片人、編劇、歌手
- 1960年：塀內夏子，日本漫畫家
- 1963年：奧莉加·布雷茲金娜，烏克蘭女子短跑運動員
- 1964年：文雅麗，丹麥女伯爵，約阿基姆王子的首任妻子
- 1966年：邁克·泰森，美國男子拳擊運動員，前世界重量級拳擊冠軍
- 1967年：王中平，台灣歌手
- 1969年：潘美辰，台灣歌手
- 1973年：樸贊浩，韓國棒球運動員
- 1975年：湯盈盈，香港藝人
- 1975年：拉爾夫·舒馬赫，德國賽車手
- 1977年：陳秀麗，新加坡女演員
- 1979年：蘇耀宗，香港DJ
- 1979年：馬太·保羅·米勒，美國雷鬼音樂家
- 1983年：呂晶晶，香港女演員
- 1983年：鄭曉東，中國男演員
- 1983年：越智大祐，日本棒球選手
- 1983年：雪莉·柯爾，英國女歌手
- 1985年：春田菜菜，日本漫畫家
- 1985年：寇帝·羅茲，美國職業摔角選手
- 1985年：邁克爾·菲爾普斯，美國游泳運動員
- 1987年：林夏薇，香港演員
- 1988年：郭雪芙，台灣歌手
- 1988年：陳明珠，台灣節目主持人
- 1988年：中尾明慶，日本男演員
- 1988年：傑克·道格拉斯，美國YouTuber
- 1988年：阿迪爾·艾爾·阿比，摩洛哥裔比利時電影和電視導演
- 1990年：車學沇，韓國男子偶像團體VIXX隊長
- 1991年：夏帆，日本女演員、時裝模特兒
- 1992年：喬凡娜·史提凡洛域，塞爾維亞女子排球運動員
- 1993年：菊地彩香，日本女藝人
- 1993年：史策，中國女演員
- 1994年：雨宮夕夏，日本女性聲優
- 1995年：春日望，日本女性聲優
- 1996年：岡本和真，日本職業棒球運動員
- 1997年：丁子朗，香港演員
- 1997年：伊藤健太郎，日本男演員
- 1998年：葵若菜，日本女演員
- 1999年：橫田真悠，日本女演員、模特兒
- 1999年：須崎優衣，日本女子角力運動員
- 2001年：奈良岡功大，日本男子羽球運動員
- 2007年：阿力米熱·阿卜都熱伊木，中國女子拳擊運動員

## 逝世
- 945年：紀貫之，日本平安時代歌人。（生年不詳）
- 1496年：日野富子，室町幕府第八代將軍足利義政的正室，第九代將軍足利義尚之母。（1440年出生）
- 1660年：威廉·奧特雷德，英國數學家、聖公會牧師。（1574年出生）
- 1685年：阿奇博爾德·坎貝爾，蘇格蘭貴族、軍事人物，第九代阿蓋爾伯爵。（1629年出生）
- 1785年：詹姆士·奧格爾索普，英國陸軍上將（1696年出生）
- 1857年：阿爾西德·道比尼，法國自然學家（1802年出生）
- 1878年：奕山，清朝官員（1790年出生）
- 1934年：庫爾特·馮·施萊謝爾，德國將軍，第23任德國總理（1882年出生）
- 1945年：葛布列·艾爾瑞傑斯坦，蘇聯亞美尼亞記者、戰地記者、作家、詩人、編劇，蘇聯國歌作詞者（1899年出生）
- 1978年：袁牧之，中國電影藝術家，曾任文化部電影局局長（1909年出生）
- 1984年：亨利·法布爾，法國飛行員，史上第一架水上飛機的發明者（1882年出生）
- 1993年：黃家駒，香港Beyond樂隊主音（1962年出生）
- 2005年：啟功，中国古典文献学家、书法家（1912年出生）
- 2012年：羅慧娟，香港電影女演員（1965年出生）
- 2014年：克裡斯提安·富勒，星期一示威發起人（1943年出生）
- 2022年：卡齊米日·齊姆內，波蘭男子田徑運動員（1935年出生）
- 2022年：Technoblade，美國YouTuber、網路紅人（1999年出生）
- 2023年：蕭勤，臺灣藝術家（1935年出生）
- 2024年：埃里克·布熱德，法國男子競技體操運動員（1972年出生）
- 2024年：張志傑，中國男子羽球運動員（2007年出生）
- 2025年：姚朋，臺灣新聞工作者、作家（1926年出生）
- 2025年：陳維壽，臺灣昆蟲學家（1931年出生）

## 節假日和風俗
- 小行星日
- 社交媒體日[4]
- 以色列：海軍節（英语：Navy Day (Israel)）
- 刚果民主共和国：獨立日
- ：教師節
- 日本：絆愛誕生紀念日[5]